# 村山勝美
村山 勝美（むらやま かつみ、女性）は日本のヴィオラ奏者、モデル。
東京芸術大学音楽学部卒業。1990年第1回日本ジュエリーベストドレッサー賞受賞（40代部門）。身長169.8cm。

## 略歴
6歳からピアノを始め、12歳でヴァイオリンを学び、16歳でヴィオラに転向。東京芸術大学音楽学部で浅妻文樹に師事。
在学中、街で秋山庄太郎に声を掛けられ『婦人画報』でモデルデビュー。卒業後は東京都交響楽団に入団。その後フリー。
美人ヴィオラ奏者として80年代にテレビ番組やCMにモデルとして起用され、雑誌『ミセス』の専属モデルとなった。
1990年、日本ジュエリーベストドレッサー賞を40代部門で受賞。
2009年6月1日より「とちぎ未来大使」（いちご広報官）に就任。

## アルバム
- 『トワイライト・セレナード』セブンシーズ、1982年
- 『美しき日本のうた』セブンシーズ、1983年
- 『グリーンスリーヴス』セブンシーズ、1984年
- 『愛の喜び』セブンシーズ、1987年
- 『ロマンティック・セレナード』セブンシーズ、1987年
- 『ロンドンデリーの歌』セブンシーズ、1990年
- 『村山勝美/キング・ベスト・セレクト・ライブラリー2005』キングレコード、2005年

## 雑誌
- 『ミセス』表紙、1983年9月号

## CM
- 本田技研工業「ホンダマチック」1980年（長男と共演）
- 小林製薬「博多香りの人形」1982年[6]

## 参考資料
- 「村山勝美のプロフィール」『トワイライト・セレナード/愛のヴィオラ』 ライナーノーツ（セブンシーズ）1982年。
- 木之下晃写真/文「熟年ヴィオラウーマン 村山勝美」『週刊FM』（音楽之友社）1982年6・7月号。